# 無窮花號
無窮花號（：／ Mugunghwa ho */?）或譯木槿花號，是目前韓國鐵道公社网络中價位最低的一種優等客運列車车种。

## 概况
无穷花号的營運在1984年1月1日开始。韓國高鐵於2004年通車以前，是當地最常見的客車。在諸如慶北線的鄉郊路線上，無窮花號是唯一使用的列車，而且是站站皆停的列車。另外，與高鐵列車和ITX-新村不同的是，無窮花號可容納較多乘客，也較容許站位。無窮花號取名於韓國的國花——無窮花（木槿）。
無窮花最初是1960年首爾與釜山間最優等列車的暱稱，1962年該列車改名為「重建號」。現在的無窮花號列車是1977年8月13日新設的列車等級，位於新村號與非空調特快之間，名稱為「優等」。1984年1月1日「優等」改名為無窮花號，成為韩国铁道厅除广域电铁之外的4種列車級別--新村號、無窮花號、统一号、鴿號之一。由於鴿號和统一号分別在2000、2004年停運，無窮花號成為最低級別的優等列車，也開始扮演普通列車的角色，但是列車並不是在每個車站停靠，而是不同列車停靠站錯開，在不減少所需時間的情況下，讓大多數車站有車輛停靠。
2009年以韩国铁道公社200000系电力动车组運行的Nuriro号開始運行，票價等同无穷花号，最初計畫完全取代无穷花号，但實際並未執行。

## 使用车型

### 客车

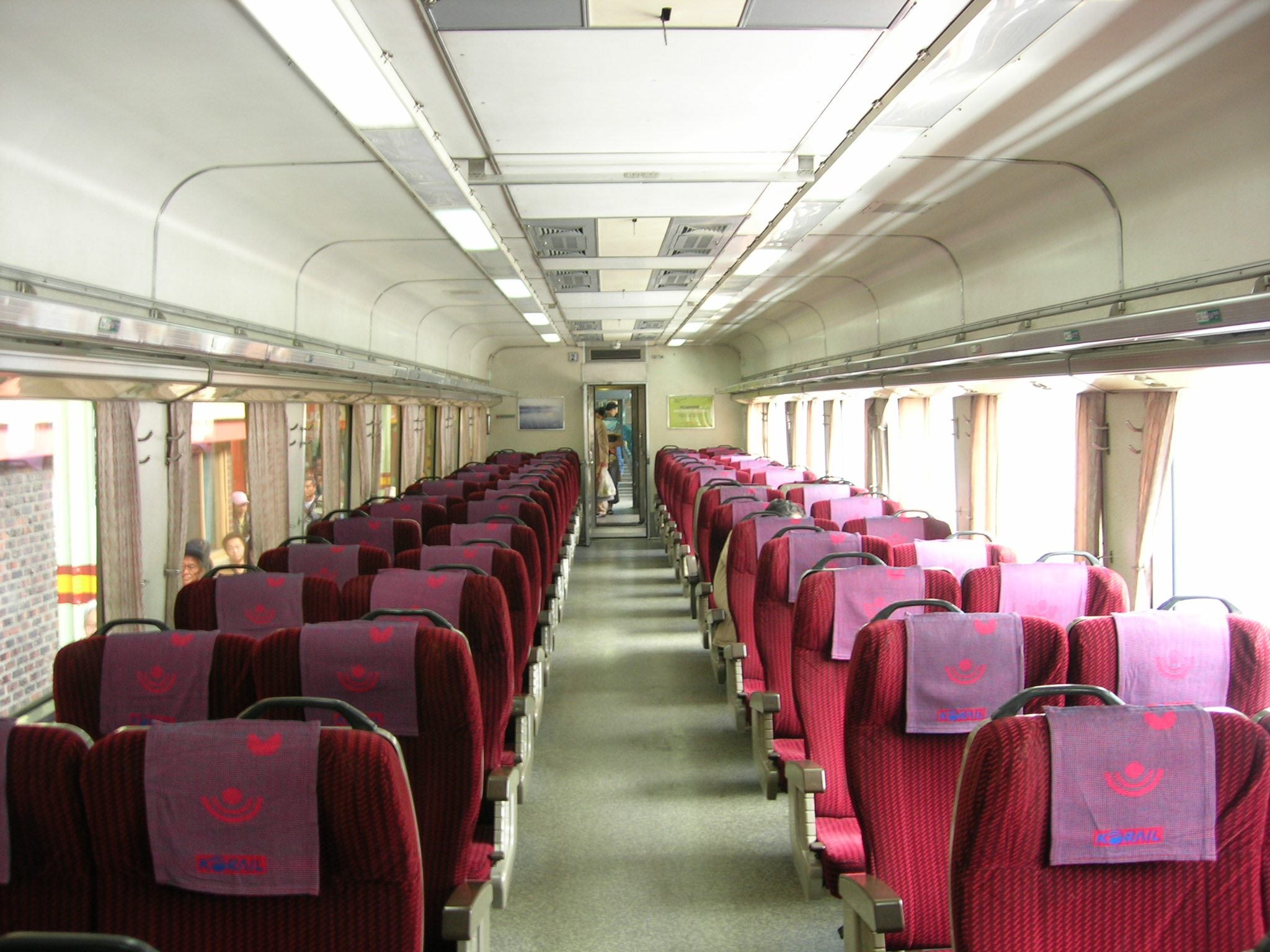
無窮花號車廂

#### 普通钢制
無窮花號的客车为韩国铁路中数量最多的，第一代客車從1977年開始製造，其中有一些是台湾唐荣铁工厂製造，還有一些是新村号于1986年使用新型客车之后，将原来的旧车转让过来的，这些客车编为11000系。1998年升級時一部分未升級的客車，降級為统一号，並隨統一號於2004年退役。其餘11000系也逐步由第二代客車完全取代。
第二代客車是1990年代后期生产的，长23米，这些客车现在被编为12000系，是無窮花號主要使用的客車，不过韩国铁道公社已考虑未来将会把老化的列车出售至发展中国家。

#### 不锈钢製
由于在1990年代初期，新村号开始使用推拉式列车，其不锈钢制客车於1993年转让至无穷花号中，最初列车和普通钢制客车混编，但作為特別車廂售票。無窮花號第二代客車生產之後，不遜於不锈钢製的舊新村號客車，因此在2000年停止特等車廂售票，並在2004年KTX開始營運後停止使用。2007年10月1日無窮花號重新在中央线恢復特等車廂制度，直到2018年12月28日再次廢除。

#### 寝车
在京义线连通之后，韩国曾计划投入使用一种寝车，并计划在2008年开行首尔-平壤-北京的国际列车，但由于种种原因，未能投入国际列车服务。现在仅用于韩国的部分民间团体在韩国境内臨時使用，以7300型柴油机车牵引。

### 柴油动车组

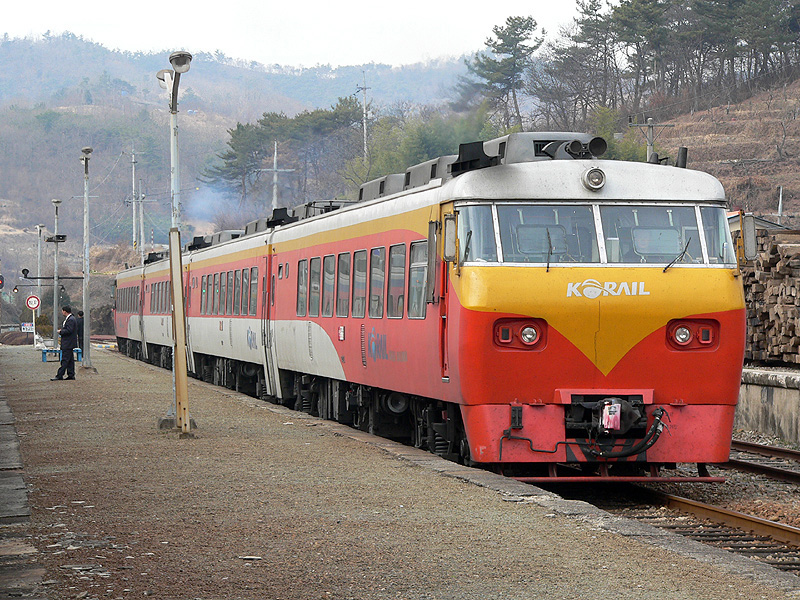
慶全線9211系擔當的无穷花号

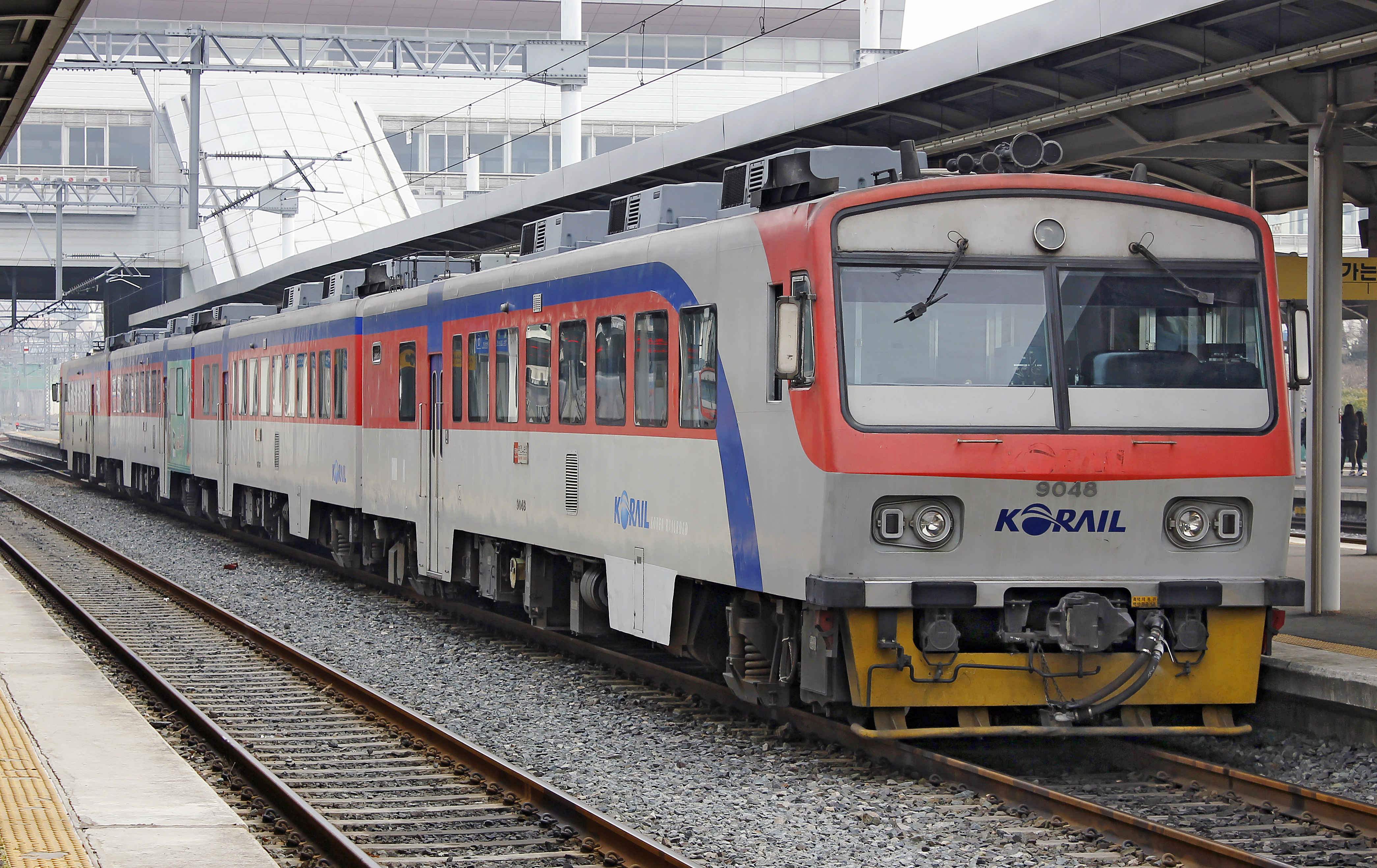
9501系擔當的无穷花号

9211系于1985年正式编入至无穷花号中行驶，开始在京春线和岭南地方营运。1986年，9201系也编入至无穷花号中，运行于京春线。由于9201系老化严重，在2000年最终停用。
2004年统一号列车等级废除，作为统一号列车的9501系改为通勤列車运营，2006年開始通勤列車的使用逐漸減少，通勤列車使用的9501系因此於2008年4月15日编入至无穷花号中，而逐渐老化的9211系最终于2010年2月17日停用，由9501系繼承。 隨著9501系的使用壽命已超過25年，9501系無窮花號也於2023年12月17日退役，至此柴油动车组形式的无穷花号走入历史。

### 电力动车组

#### 早期电力动车组
本列车于1983年12月23日正式编入至无穷花号中，运行于的清凉里-江陵，后期于1998年11月30日停用，改为编入至统一号中。

#### 新型电力动车组
本列车于2009年6月1日作为无穷花号列车的补充，命名为Nuriro号，运行于首尔-新昌和首尔-堤川。